# Trilussa - Storia d'amore e di poesia
Trilussa - Storia d'amore e di poesia è una miniserie televisiva italiana del 2012 di ambientazione storica sulla vita del poeta Trilussa. Prodotta da Rai Fiction e Titanus è stata trasmessa su Rai 1 l'11 e il 12 marzo 2013. Le riprese sono iniziate nell'agosto del 2012 in luoghi storici di Roma. La fiction è stata presentata in anteprima presso l'Auditorium Parco della Musica, nell'ambito del Fiction Fest 2012.
Fiction molto criticata da alcuni per la rappresentazione macchiettistica di Trilussa e per la scarsa interpretazione del protagonista. 

## I luoghi
La miniserie è ambientata in alcuni dei luoghi più pittoreschi di Roma, tra cui:
- Piazza di Campitelli
- Piazza Costaguti
- Via dell'Arco dei Cenci
- Palazzo Venezia
- Galleria Sciarra
- Villa Borghese
- Campidoglio
- Trastevere
- Palazzo Sacchetti

## Ascolti
| 1 | 11 marzo 2013 | 6.616.000 | 23,66% |
| 2 | 12 marzo 2013 | 6.191.000 | 21,98% |